# حور سناني الأوراق
حور سناني الأوراق (الاسم العلمي:Populus lancifolia) هو نوع من النباتات يتبع جنس الحور من الفصيلة الصفصافية.